# Remedios (Antioquia)
Pour les articles homonymes, voir Remedios.
Remedios est une municipalité située dans le département d'Antioquia, en Colombie.

## Personnalités liées à la municipalité
- Leonel Álvarez (1965-) : footballeur né à Remedios.